# Leonard Stanley
Leonard Stanley est une paroisse civile et un village du Gloucestershire, en Angleterre.